# Capers Williamson
Capers Williamson (* 13. Oktober 1992 in Greenville, South Carolina) ist ein US-amerikanischer Leichtathlet, der sich auf den Speerwurf spezialisiert hat.

## Sportliche Laufbahn
Capers Williamson wuchs in Greer in South Carolina auf und absolvierte ab 2013 ein Studium an der Citadel. Erste internationale Erfahrungen sammelte er im Jahr 2018, als er bei den NACAC-Meisterschaften in Toronto mit einer Weite von 74,39 m den vierten Platz im Speerwurf belegte. 2023 siegte er mit 79,37 m beim Sydney Track Classic sowie mit 67,78 m beim Sir Graeme Douglas International schied im August bei den Weltmeisterschaften in Budapest mit 76,10 m in der Qualifikationsrunde aus. Im November belegte er dann bei den Panamerikanischen Spielen in Santiago de Chile mit 76,29 m den vierten Platz.